# Micromeriella aureola
Micromeriella aureola is een vliesvleugelig insect uit de familie van de Scoliidae. De wetenschappelijke naam van de soort is voor het eerst geldig gepubliceerd in 1832 door Klug.